# Заходы (Карамышевская волость)
Заходы — деревня в Карамышевской волости Псковского района Псковской области России. Численность населения деревни по состоянию на 2000 год составляла 11 человек.
Расположена в 4 км к западу от села Карамышево и в 20 км к востоку от центра города Пскова.

## Население
| 2001 | 2002 | 2010 |
| ---- | ---- | ---- |
| 11   | →11  | ↘5   |